# Ely's Ford

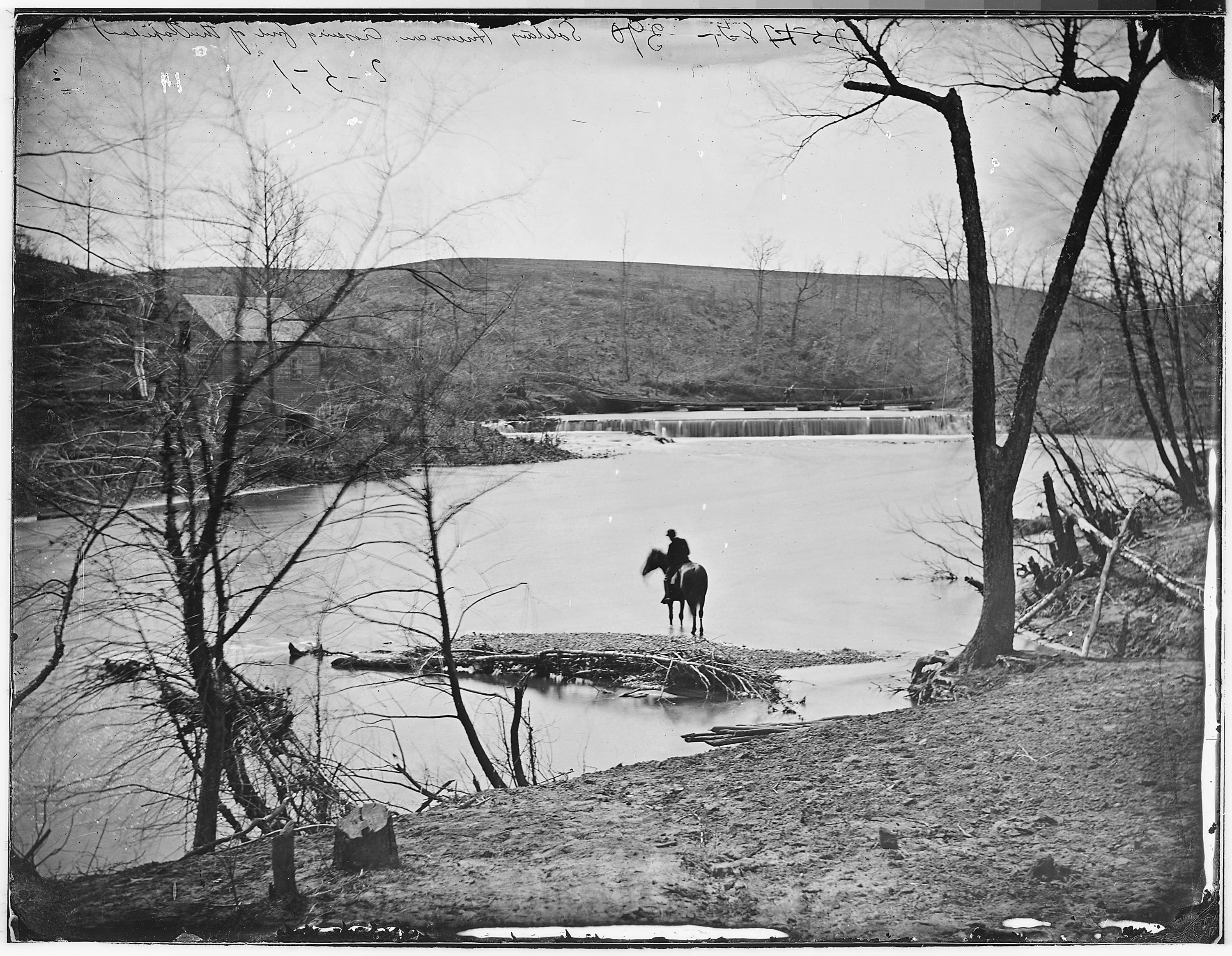
Ett vadställe över Rapidanfloden under det amerikanska inbördeskriget.

Ely's Ford var ett vadställe över Rapidanfloden i östra Virginia.

## Amerikanska inbördeskriget
Under det amerikanska inbördeskriget korsades Rapidanfloden vid Ely's Ford den 29 juli 1863 av en av Unionsarméns armékårer. Det var en del av unionsarméns stora kringgående rörelse vilken ledde till slaget vid Chancellorsville.